# تل خاکی (صفاشهر)
قصر سرخ بهرام گور یا تل خاکی یکی از آثار باستانی واقع شده در صفاشهر، شهرستان خرم‌بید، استان فارس، ایران است که نام قبلی این شهر خرم بید و دهبید بوده‌است.

## تاریخچه
یکی از آثار شاخص دوره ساسانی است که با توجه به سفال‌های کشف شده بر روی تپه قدمت آن به دوره ساسانی می‌رسد. این بنا در بین مردم محلی به عنوان یکی از قصرهای هفت‌گانه بهرام گور شناخته می‌شود که بر روی تپه‌ای باستانی بنا شده بوده‌است.

## ساختار بنا
بر اثر گذشت زمان و ساختار خشتی و گِلی سازه بنا تخریب شده و به‌صورت توده خشت و گِل باقیمانده کنونی درآمده است. این محل به تاریخ ۲۷-۱۲-۱۳۷۹ در آثار ملی ایران، توسط سازمان میراث فرهنگی استان فارس به ثبت رسیده‌است.

## ثبت در آثار ملی
این بنا در فهرست آثار ملی ایران توسط سازمان میراث فرهنگی استان فارس در ۲۵ اسفند ۱۳۷۹ ثبت شده‌است.